# Бесе сир Алије
Бесе сир Алије (фр. Bessay-sur-Allier) насеље је и општина у централној Француској у региону Оверња, у департману Алије која припада префектури Мулен.
По подацима из 2011. године у општини је живело 1.374 становника, а густина насељености је износила 39,71 становника/km². Општина се простире на површини од 34,6 km². Налази се на средњој надморској висини од 220 метара (максималној 271 m, а минималној 209 m).

## Демографија
| 1962. | 1968. | 1975. | 1982. | 1990. | 1999. | 2011. |
| ----- | ----- | ----- | ----- | ----- | ----- | ----- |
| 1.207 | 1.207 | 1.157 | 1.331 | 1.329 | 1.415 | 1.374 |

График промене броја становника у току последњих година